# Мива (певица)
Мива (англ. Miwa; род. 15 июня 1990, Хаяма, Канагава, Япония) — японская певица и автор песен. Её дебют состоялся в 2010 году с синглом Don’t Cry Anymore, заглавная композиция с которого была использована в качестве музыкальной темы для дорамы Nakanai to Kimeta Hi.

## Биография
Мива родилась в посёлке Хаяма (префектура Канагава), однако ещё в раннем возрасте переехала в Токио. Под влиянием отца, очень любившего музыку, Мива сама увлеклась музыкой.
Писать песни Мива начала в возрасте 15 лет. После того как она поступила в старшую школу, начала заниматься самообучением игре на гитаре, но, не достигнув большого прогресса, решила платить за профессиональные уроки. Ученикам её школы запрещалось работать, но Мива всё равно работала тайно, и, в конечном итоге на втором году обучения в старшей школе накопила достаточно денег, чтобы купить гитару Гибсон J-45. После этого Мива начала играть живые концерты в основном вокруг района Шимокитазава в Токио и летом на Окинаве (там находится дом её родителей). Из-за того, что в её старшей школе существовал запрет студентам работать в шоу-бизнесе, ей приходилось играть концерты тайно (даже не сказав об этом своим школьным друзьям). В это время Мива выпустила два самиздатовских независимых сингла, «Song for You/Today» и «Soba ni Itai Kara» в 2007 и 2008 годах.
На своём третьем году обучения в старшей школе Мива подписала контракт с Sony Music Entertainment Japan. Она дебютировала как певица в 2010 году, во время учёбы в Университете Кэйо. Её дебютный сингл, «Don’t Cry Anymore», был выбран как музыкальная тема дорамы Nakanai to Kimeta Hi. Сингл имел определённый коммерческий успех, прорвавшись в ТОП-20 хит-парада от Oricon и согласно Японской ассоциации звукозаписывающих компаний через месяц после релиза полной версии, был куплен и загружен в мобильные телефоны более 100 000 раз. В апреле 2010 года «Don’t Cry Anymore» завоевала награду как лучшая драматическая песня на 64-й The Television Drama Academy Awards. Свой второй сингл «Little Girl» Мива выпустила в конце июня. А её третий сингл, «Change» использовался в качестве 12-го опенинга аниме «Блич», и попал в ТОП-10 синглов хит-парада от Oricon.
Для полнометражной аниме-версии новеллы «Многоцветье» автора Это Мори Мива записала кавер-версии на 2 песни известных японских исполнителей, Boku ga Boku de Aru Tame ni Ютаки Озаки, которая была использована в качестве музыкальной темы фильма, и Aozora японской группы The Blue Hearts, которая использовалась в качестве финальной песни фильма. Обе песни были выпущены для цифрового скачивания 12 августа 2010 года.
Своими любимыми западными музыкантами Мива называет Шерил Кроу, Deep Purple, Кэрол Кинг, Аврил Лавин и Тейлор Свифт, а из японских музыкантов — Айко, Анджелу Аки, Radwimps и Юки.
Мива выпустила свой первый альбом Guitarissimo 6 апреля 2011 года (изначально релиз должен был состояться неделей ранее в конце марта, но был отложен вследствие землетрясения в Японии и его последствий). Альбом в целом был очень хорош и смог достигнуть 1-го места в чарте Oricon среди альбомов, что сделала Миву первым музыкантом в истории, родившимся в период Хэйсэй, который смог достигнуть первого места в чарте Oricon среди альбомов.
Она сыграла флейтистку в фильме «Маэстро!».
В СМИ появилась информация, что она вышла замуж за пловца Косукэ Хагино 1 сентября 2019 года. Сама она официально объявила о своем замужестве на сайте своего фан-клуба (хотя и не уточнила имя своего спутника). Сообщалось, что она ждет ребенка; его рождение ожидается зимой.

## Дискография
- 2011 — Guitarissimo
- 2012 — Guitarium
- 2013 — Delight
- 2015 — Oneness